# Mikola Vorobiov
Mikola Panásovich Vorobiov (en ucraniano Микола Панасович Воробйов; Melnikivka, Ucrania, 12 de octubre de 1941) es un poeta ucraniano. Es miembro fundador de la Escuela de Poesía de Kiev.
Fue galardonado en 2005 con el Premio Nacional de Literatura Tarás Shevchenko.

## Obras
- "El librero" (1966)
- "Sin corteza" (1967)
- "Recuérdame en el camino" (1985)
- "La luna de rosa mosqueta" (1986)
- "Zarzamora del horizonte" (1988)
- "Un paseo en solitario" (1990)
- "La voz suprema" (1991)
- "Chispas en las vías" (1993)
- " El barco (1999)
- La mano de plata" (2000)
- "El sirviente de la peonía" (2003)
- " La orquesta engañosa (2006)
- "Sin corteza. Vibran" (2007)
- "Joyero" (2014)
- "La montaña y la flor" (2018)
- "La puerta pintada" (2019)[4]